# Nyoma fuscomaculata
Nyoma fuscomaculata là một loài bọ cánh cứng trong họ Cerambycidae.